# Element primordial

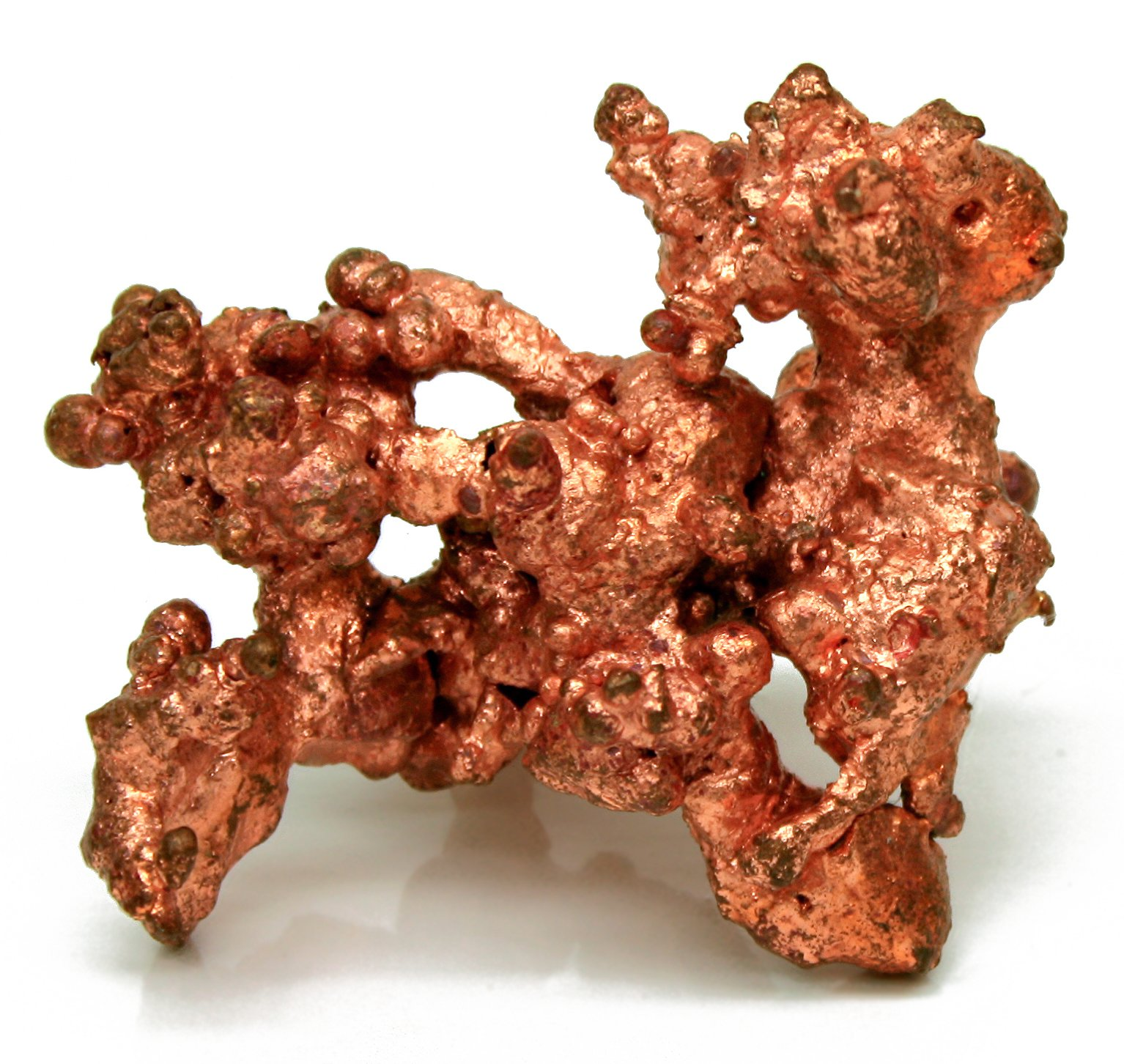
El coure (en les seves formes coure-63 i coure-65) és un element primordial al planeta Terra.

En geoquímica, els elements primordials són els elements químics que existeixen en la seva forma actual des d'abans de la formació del planeta Terra, segons la teoria acceptada de l'evolució estel·lar. Això implica que el període de semidesintegració de determinats àtoms ha de ser superior a 108 anys.
Tots els elements estables són primordials, com alguns elements radioactius com el tori (derivat del tori-232) i l'urani.
Alguns isòtops inestables que estan presents en la natura (com el carboni-14, el triti i el plutoni 239) no són primordials, car han de ser regenerats contínuament per la radiació estel·lar (en el cas del carboni i del triti), o per una transmutació geoquímica (en el cas del plutoni).
En astroquímica, els elements primordials són aquells que foren sintetitzats durant la primera fase de síntesi nuclear després del big-bang. Es creu que són l'hidrogen, l'heli, el liti i el beril·li. Per a produir àtoms més pesants, és necessària la nucleosíntesi estel·lar; per aquest motiu, se sap que el Sol no és una estrella de primera generació.